# Star Wars: Obi-Wan
Star Wars: Obi-Wan — компьютерная игра, разработанная и изданная компанией LucasArts эксклюзивно для игровой консоли Xbox. Она рассказывает о событиях происходящих с Оби-Ваном Кеноби в 32 году Д.Б.Я. до и во время Звёздных войн. Эпизода I.

## Многопользовательский режим
В игре есть мультиплеер, называемый Jedi Battle. В нём игрок может сразиться за любого персонажа, который разблокирован против реальных соперников. Разблокировать персонажа можно в одиночном режиме Jedi Arena, сразившись против него.

## Рецензия
| Сводный рейтинг       | Сводный рейтинг |
| Агрегатор             | Оценка          |
| --------------------- | --------------- |
| GameRankings          | 59,78 %         |
| Metacritic            | 58/100          |
| Русскоязычные издания |                 |
| Издание               | Оценка          |
| «Страна игр»          | 3,7 из 10       |

- Игра получила отрицательные отзывы из-за коротких уровней и устаревшей графики.
- В марте 2004 года, журнал «GMR Magazine», внёс игру на пятое место в список 5 самых худших игр по вселенной Звёздных Войн.